# 巫臣
巫臣（ふしん、生没年不詳）は、中国春秋時代の楚の公族・政治家。荘王に仕えた。申公。姓は羋、氏は屈、諱は巫臣、または巫、字は子霊。楚の武王時期の屈瑕を祖とする屈氏出身で、屈狐庸の父で、屈蕩（叔沱、屈原の祖）の族弟。若くして荘王に目をかけられ、国防の要である申の長官や外交官を歴任した後、楚から亡命して晋に仕えた。その後は晋・呉において宰相を務めた。また絶世の美女である夏姫を妻としたことでも知られる。

## 夏姫との出会い
荘王16年（紀元前598年）、楚の荘王は、陳の君主となった夏徴舒の乱に乗じて、これを攻め滅ぼした。その際に、夏徴舒の生母で絶世の美女である夏姫を手に入れ、これを妾にしようとしたが、巫臣は「わが君は夏徴舒を罪を問うてこれ討伐されたのに、その母の夏姫を迎え入れれば色を貪り美人を得るための戦いであったことになります」と諌めたので荘王も思いとどまった。すると将軍の子反（公子側、荘王の弟）が夏姫を娶ろうとしたが、巫臣は「夏姫は不吉です。叔父を死なせ、霊公を弑し、その子である夏徴舒を殺害させ、孔寧と儀行父を出奔させ、陳を滅ぼしました」と諫めたので子反も思いとどまった。

## 夏姫を妻に
その後荘王は、夏姫を連尹の襄老に与えたものの、荘王17年（紀元前597年）の邲の戦いにて、襄老は戦死してしまった。
巫臣は夏姫のもとへ人をつかわして、「故郷の鄭に帰りなさい。あらためて私が妻に迎えましょう」と言った。そして荘王を説得し、夏姫を鄭に帰国させる事に成功する。
荘王の死後の共王2年（紀元前589年）、斉が晋と対立するようになったので、巫臣は、楚が斉と同盟するための使者に任じられた。これを捉えて巫臣は全財産や大半の族人と共に楚を出国し、鄭へと入った。巫臣は鄭の襄公に夏姫を迎え入れたいと申し出、襄公はこれを許した。
そして、ここで使者の役目を放棄し、夏姫や一族と共に一度は斉に入ったが、斉が鞍の戦いで晋に敗退したのを受けて、亡命先を晋へと変更した。そこで「快男子」と天下に名の聞こえた郤至（郤昭子）を頼り、邢の大夫として正卿の郤克（郤献子）や晋の重臣たちに重用された。

## 歴史を変えた復讐
巫臣の晋での評判を聞いた当時の楚の公族である子反と子重（公子嬰斉、荘王の弟）は、「晋へ賄賂を贈って巫臣を用いられないようにしましょう」と共王に献策したが、「無能であれば賄賂の有りなしに関わらず用いられず、有能であれば賄賂の有り無なに関わらず用いられる。無用である」と退けられた。しかし、狙っていた夏姫を巫臣に横取りされたと怒っていた子反は子重と共に、楚に残っていた屈氏一族を殺害した。
これを知った巫臣は、子反と子重へ「あなたたちは邪悪な心で王に仕え、数多くの無実の人たちを殺害した。私はあなたたちを奔走させて死ぬようにさせる」との復讐の書簡を送った。その後、晋公（景公）に呉と国交を結ぶ事を進め、自ら呉に出向いた。これにより晋は中華（この場合は周王朝と言う意味）の諸侯で初めて呉との国交を結んだ。巫臣は用兵や戦車を御する技術を伝え、子の屈狐庸を外交官として呉に仕えさせ、晋に帰国した。この事が後に呉国が強国になった一因となった。
そして子反と子重は、巫臣の目論見通り晋や呉との両面戦争に奔走させられ、その後子反は共王16年（紀元前575年）の鄢陵の戦いでの失態を子重に責められて自害し、子重もまた、呉との敗戦による心労で共王21年（紀元前570年）に死去し、巫臣の復讐は果たされた。呉が強国となる事で楚にとっての脅威となり、遂には楚が呉によって滅亡寸前に追い込まれるなど、歴史を大きく変える復讐の策だったとも言える。
その後、巫臣と夏姫との間に生まれた娘が、賢臣として名高い晋の公族の羊舌肸（叔向）の妻となった。

## 巫臣を題材にした小説
- 宮城谷昌光『夏姫春秋』海越出版社、1991年
- 中島敦『妖氛録』
- 海音寺潮五郎 『中国妖艶伝』 (文春文庫)